# هادی شهو
هادی شهو (انگلیسی: Hadi Shehu; ۱۵ فوریهٔ ۱۹۴۹ – ۱۲ مارس ۲۰۱۷) بازیگر تئاتر و سینما اهل کوزوو بود.